# Chomelia grandifolia
Chomelia grandifolia là một loài thực vật có hoa trong họ Thiến thảo. Loài này được (Huber) Steyerm. mô tả khoa học đầu tiên năm 1972.